# Thibaud Collin
Pour les articles homonymes, voir Collin.
Thibaud Collin, né en 1968, est un philosophe et essayiste catholique français, spécialiste des questions de philosophie morale et politique.

## Biographie
Agrégé de philosophie, Thibaud Collin enseigne en classes préparatoires à Paris, au Collège Stanislas. Il fait également partie du corps professoral de l'institut de formation Philanthropos.

## Activités et prises de position
Thibaud Collin s'est fait connaître dans les années 1998 au moment de l'élaboration du PACS en exposant les raisons de son opposition au projet de loi devant l'intergroupe parlementaire RPR-UDF-DL.
Alors que Le Monde publie en mars 2004 un Manifeste pour l'égalité des droits en faveur du mariage homosexuel, Thibaud Collin, membre du comité de rédaction de la revue Liberté politique, publie en réponse Le Mariage gay : Les enjeux d'une revendication en 2005[source secondaire souhaitée].
Cette même année, il dispense une formation en anthropologie politique dans le cadre de l'Institut de formation politique[réf. souhaitée].
En 2012, Thibaud Collin prend position contre le projet de loi dite du « mariage pour tous ». Il fait partie des personnalités auditionnées par l'Assemblée nationale en décembre. Il publie à cette occasion Les Lendemains du mariage gay : Vers la fin du mariage ? Quelle place pour les enfants ? [source secondaire souhaitée] En 2013, il participe à l'université d'été de La Manif pour tous.
Il tient une chronique mensuelle dans L'Homme nouveau depuis 2015[réf. souhaitée]. Il débat la même année avec le théologien Jean-Miguel Garrigues de la question de l'admission à l'eucharistie des divorcés-remariés à laquelle il s'oppose. En septembre 2017, il intègre le comité éditorial du magazine L'Incorrect.
En juin 2018, il intègre le corps enseignant de l'Institut des sciences sociales, économiques et politiques cofondé par Marion Maréchal,.

## Ouvrages
- Avec Nicolas Sarkozy et Philippe Verdin, La République, les religions, l'espérance, Paris, éditions du Cerf, 2004.
- Le Mariage gay : Les Enjeux d'une revendication, éditions Eyrolles, 2005  (ISBN 978-2708133235)
- Avec Jean-Claude Guillebaud, Jean Bastaire et Serge-Thomas Bonino, L'avenir du monde : Les chrétiens et l'avenir, 2006.
- Individu et communauté, une crise sans issue ?, EDIFA MAME, 2007.
- Laïcité ou Religion nouvelle ? L'Institution du Politique chez Edgar Quinet, éditions L'Harmattan, 2007.
- Avec Bruno Couillaud, Patrick de Laubier et Yves Semen, Jean-Paul II, héritage et fécondité, Parole et Silence, 2007.
- Avec Michel Aupetit, Philippe Laburthe-Tolra et Xavier Lacroix, Qu'est ce que l'homme ?, éditions François-Xavier de Guibert, 2010.
- Les lendemains du mariage gay : Vers la fin du mariage ? Quelle place pour les enfants ?, éditions Salvator, coll. « Carte blanche », 2012  (ISBN 9782706709241).
- Avec Michel Boyancé, Rémi Brague, Frédéric Crouslé, Jean-Noël Dumont et Xavier Lacroix, L'éducation à l'âge du gender : Construire ou déconstruire l'homme ?, éditions Salvator, coll. « Carte blanche », 2013  (ISBN 9782706709814)
- Sur la morale de Monsieur Peillon, Paris, éditions Salvator, coll. « Carte blanche », 2013, 142 p. (ISBN 978-2-7067-1061-2)
- Divorcés remariés : l'Église va-t-elle (enfin) évoluer ?, Paris/Perpignan, Desclée de Brouwer, 2014, 176 p. (ISBN 978-2-220-06627-1)
- Le mariage chrétien a-t-il encore un avenir ? : Pour en finir avec les malentendus, Paris/Perpignan, Artège, 2018, 278 p. (ISBN 979-10-336-0543-0)
- Avec Marcel Clément, Pour une réforme morale et intellectuelle : chroniques dans Itinéraires (1956-1963), vol. 1, Paris, L'Homme Nouveau, 352 p.